# Condezaygues
Condezaygues település Franciaországban, Lot-et-Garonne megyében. Lakosainak száma 837 fő (2022. január 1.). Condezaygues Salles, Monségur, Monsempron-Libos, Saint-Vite és Trentels községekkel határos.

## Népesség
A település népességének változása:
| Lakosok száma | 725  | 858  | 869  | 870  | 850  | 854  | 854  | 850  | 846  | 837  |
|               | 1968 | 1982 | 1990 | 2006 | 2013 | 2015 | 2017 | 2019 | 2020 | 2022 |